# Boaz (Alabama)
Boaz ist eine Stadt im Etowah und Marshall County im Bundesstaat Alabama in den Vereinigten Staaten.

## Geographie
Boaz liegt im Nordosten Alabamas im Süden der Vereinigten Staaten. Es liegt etwa 17 Kilometer südlich des 28.000 ha großen Guntersville Lake.
Nahegelegene Orte sind unter anderem Albertville (unmittelbar nördlich angrenzend), Sardis City (unmittelbar südlich angrenzend), Douglas (9 km westlich), Crossville (11 km nordöstlich) und Walnut Grove (11 km südwestlich). Die nächste größere Stadt ist mit 212.000 Einwohnern das etwa 80 Kilometer südwestlich entfernt gelegene Birmingham.

## Geschichte
Das Gebiet um Boaz war bereits in den frühen 1850er Jahren besiedelt, die Gründung der Stadt erfolgte allerdings erst 1878. 1886 wurde die Stadt nach der alttestamentlichen Figur Boas benannt, zur gleichen Zeit wurde ein Postamt eröffnet. 1892 wurde eine Eisenbahnstrecke durch die Stadt gebaut.
Die städtische Wirtschaft hing für lange Zeit von der Baumwollproduktion sowie der Belieferung umliegender Farmen ab. Nach der Great Depression orientierten sich viele Farmer in Richtung Geflügel- und Viehzucht um. Nach dem Zweiten Weltkrieg wurde Boaz zu einem Zentrum des Handels gebrauchter Wagen, in den 1970er Jahren erhielt die Stadt eines der ersten Factory-Outlet-Center Alabamas. 2006 eröffnete eine neue öffentliche Bibliothek.
Vier Bauwerke und Stätten in Boaz sind im National Register of Historic Places  eingetragen (Stand 22. November 2019), darunter die Julia Street Memorial United Methodist Church und die Thomas A. Snellgrove Homestead.

## Verkehr
Vom Norden in den Süden der Stadt verlaufen auf gleicher Trasse der U.S. Highway 431 und die Alabama State Route 1, die beide im Süden einen Anschluss an den U.S. Highway 11 sowie den parallel verlaufenden Interstate 59 herstellen. Parallel dazu verläuft die Alabama State Route 205 durch die Stadt, im Stadtzentrum werden beide Trassen von der Alabama State Route 168 gekreuzt.
Etwa 5 Kilometer westlich der Stadt befindet sich der Albertville Regional Airport, 21 Kilometer südlich außerdem der Northeast Alabama Regional Airport.

## Demographie
Die Volkszählung 2000 ergab eine Einwohnerzahl von 7411, verteilt auf 3155 Haushalte und 2085 Familien. Die Bevölkerungsdichte lag bei 235 Menschen pro Quadratkilometer. 93,5 % der Bevölkerung waren Weiße, 1,3 % Schwarze, 0,5 % Indianer und 0,5 % Asiaten. 3,1 % entstammten einer anderen Race, 1,2 % hatten zwei oder mehr Races, 4,9 % waren Hispanics oder Lateinamerikaner jedweder Ethnicity. Auf 100 Frauen kamen 84 Männer. Das Durchschnittsalter lag bei 39 Jahren, das Pro-Kopf-Einkommen betrug 15.664 US-Dollar, womit etwa 18,7 % der Bevölkerung unterhalb der Armutsgrenze lebten.
Bis zur Volkszählung 2010 stieg die Einwohnerzahl auf 9551.

## Persönlichkeiten
- Rose Maddox (1925–1998), Country-Sängerin